# Batistospora
Batistospora — рід грибів. Назва вперше опублікована 1964 року.

## Класифікація
До роду Batistospora відносять 3 види:
- Batistospora crucis-filii
- Batistospora pistila
- Batistospora septentrionalis